# 英仏協商

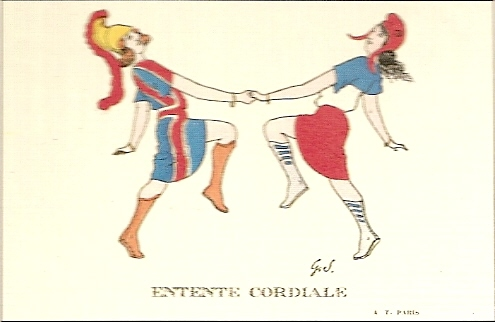
英仏協商の締結を記念する絵葉書。ブリタニア（左）とマリアンヌ（右）が手をとって踊っている。

英仏協商（えいふつきょうしょう、英/仏：Entente Cordiale）は、1904年4月8日にイギリスとフランスの間で調印された外交文書、およびそれによる英仏間の外交関係である。原語の意味は「友好的な相互理解」を意味する。
これにより両国の植民地政策の対立は解消され、中世の百年戦争以来の数百年にもわたった英仏間の対立関係に終止符が打たれた。
この条約の起源は、1881年3月にブルトイユ城で行われたフランスの政治家レオン・ガンベタとイギリスのウェールズ公アルバート・エドワード王子との会見にさかのぼる。ウェールズ公が1901年にエドワード7世として即位すると彼は両国の対立解消を望み、フランス外相のテオフィル・デルカッセとイギリス外相の第5代ランズダウン侯爵ヘンリー・ペティ＝フィッツモーリスとの間の交渉を仲立ちした。
この間、イギリスによるアフリカ大陸縦貫政策とフランスによる横断政策が交錯したことによって生じた小競り合いがファショダ事件である。もともとの英仏の国力差に加えて、ブーランジェ事件やドレフュス事件などの不祥事により軍への不信感が増大していたフランスが譲歩し、対外積極政策に批判的な国内世論に配慮した。結果としてはイギリスの政策が貫徹されたが、イギリスもまた南アフリカでボーア戦争で苦戦を強いられたため、かねてより勢力に翳りを見せていた大英帝国の一強時代は終焉を迎えることになる。このため伝統的な「栄光ある孤立」政策は放棄され、極東においてはロシア帝国の脅威に備えるために、アジアで初めて立憲政治を確立し近代化を果たした大日本帝国との日英同盟を締結した。
さらに、産業革命を迎えて工業化に成功し次第に台頭しつつあった新興国のアメリカ合衆国やドイツ帝国、とくにヴィルヘルム2世が親政を開始して以降は「新航路」政策と呼ばれる積極主義を掲げたドイツに対抗するため、ヨーロッパ情勢における英仏の接近は急速に進展していった。
協定は、最終的に第5代ランズダウン侯とフランスの駐英大使ポール・カンボンにより1904年に調印された。協定ではエジプト、モロッコ、マダガスカル、タイ、西アフリカ、中央アフリカそしてニューファンドランド沖の漁業権についての権益が取り決められた。これらに加え、イギリスが支配していたスエズ運河の自由通行権も明記された。
1905年に発生したタンジール事件において現状の変更を求めたドイツに対してイギリスがフランスを支援したのは、この協商によるところが大きい。またサラエヴォ事件から第一次世界大戦勃発に至るまでの外交においても、イギリスは常にフランスを支援し続けた。英仏協商と露仏同盟に後に締結される英露協商をあわせてイギリス、フランス、ロシアの関係を三国協商と言い表す場合もある。
英仏海峡トンネルを走るユーロスターの終着駅であったロンドンのウォータールー駅（現在はセント・パンクラス駅）とパリの北駅には、両国の国旗と“Entente Cordiale”の文字が掲げられている。
2004年には、調印100周年を記念して様々な行事が行われた。